# Autotrans
Autotrans je hrvatski autobusni prijevoznik iz Rijeke.

## Povijest

### Od 1947. do 1970. godine
Prijevoznički sustav Autotrans započeo je svoj razvoj 1947. godine, kada se odlukom Ministarstva lokalnog saobraćaja FNR Jugoslavije osniva poduzeće pod nazivom "Autobusno poduzeće za Istru i Hrvatsko primorje" Rijeka. Od kolektiva koji u trenutku osnivanja ima petnaest rabljenih vozila, od kojih je deset autobusa različitih marki i tipova, petnaest vozača, jedanaest konduktera i dvadeset pet službenika, do današnjeg Autotransa, prošlo je šezdeset i pet godina i u tom je razdoblju izrastao u sustav koji posjeduje 400 autobusa i zapošljava 1000 radnika.
Neke godine i razdoblja činili su prekretnicu u razvoju sustava, a jedna od njih svakako je 1953. godina, kada je poduzeće registrirano za međunarodni transport i ujedno preimenovano u Autotrans, ime koje se održalo do danas. U to vrijeme organiziraju se i novi poslovi u putničkom i teretnom prometu, poduzeće se odlučuje za tipizaciju voznog parka s vozilima iz inozemstva. Pedesetih godina prošlog stoljeća otvara se nova asfaltna cesta Rijeka – Zagreb, Jadranska cesta, novi putni pravac prema Dalmaciji, a Autotrans otvara nove linije. Slaveći desetogodišnjicu, s voznim parkom od 41 autobusa i dvije autobusne prikolice, 36 kamiona i 18 kamionskih prikolica, te 305 zaposlenih radnika, svrstava se među vodeće cestovne prijevoznike u Jugoslaviji. Sa sloganom "Brzo, udobno, sigurno" tvrtka nastavlja svoj razvoj i uvodi nove sezonske polaske na međunarodnim i međumjesnim autobusnim linijama. Period od 1960. do 1970. vrijeme je intenzivnog rasta poduzeća. Provodi se integracija s nekoliko istarskih poduzeća, završava se dugogodišnji proces organiziranja javnog cestovnog prometa na području Istre, Gorskog kotara i Hrvatskog primorja, u čemu je uloga Autotransa presudna.

### Od 1970. do 1992. godine
Otvaraju se novi kolodvori, nabavljaju najmoderniji autobusi koji se koriste za prijevoz putnika na linijama za Beč, Budimpeštu, Dubrovnik, osniva se turistička agencija Autotransa, izvode se građevinske investicije, zapošljavaju se mladi stručni kadrovi, a na dvadesetu obljetnicu postojanja Autotrans posjeduje 147 autobusa koji su prevezli 7.439.000 putnika, prevalili 10.412.000 kilometara, dok su 203 teretna vozila prevezla 359.563 tona robe. Iste godine zaposleno je 1.047 radnika.
U treće značajno razdoblje ubraja se i 1978. godina, kada dolazi do udruživanja u SOUR Kvarnertrans. Udruživanjem u SOUR Autotrans doživljava statusne i organizacijsko-tehničke promjene. Prihvaćenom koncepcijom podjele rada unutar SOUR-a, odnosno predajom teretnih vozila i servisa Autoprometu, kao i teretnih vozila u Pazinu i Buzetu 1982. godine Gradšpedu te formiranjem RO Autoremont započeta je nova etapa u koncepciji razvoja Autotransa. U kolektivu je ostalo 746 radnika, lociranih u jedanaest poslovnih jedinica na širem riječkom području, koji su se počeli baviti isključivo prijevozom putnika uz razvoj turističke djelatnosti.
Početak devedesetih godina bio je presudan za opstanak i daljnji razvoj poduzeća. To su godine trajanja Domovinskog rata, a istodobno su počele i pripreme za pretvorbu i privatizaciju Autotransa. Privatizacija je dovršena 16. lipnja 1992. godine, kada Autotrans postaje dioničko društvo.

### Od 1992. do danas
To je vrijeme ekspanzije na domaće i strano tržište; kupuje se Slavnik - Kopar, udio u društvu Croatia - Zadar Line, pripaja Autoprometno poduzeće Požega, čime Autotrans dolazi na područje Slavonije, osniva se tvrtka Pan Alpen Adria u Njemačkoj koja se brine za pozicioniranje sustava u EU.
Početak novog tisućljeća obilježavaju dvije važne odluke: kupnja Croatiatransa Gospić te osnivanje novog društva na Braču. U sustav ulazi Autoprijevoz Otočac, aktivnosti u Dalmaciji nastavljaju se pripajanjem korčulanskog Vojvodić Prometa, a potom i Korčula busa Autotransu.
Ovim akvizicijama, grupacija postaje okosnica razvoja i održavanja putničkog prometa na cijelom području Hrvatske.
U kolovozu 2017. godine Autotrans grupa je postala dio međunarodne grupacije Arriva.

## Vanjske poveznice
- Službena stranica
- Autotrans d. o. o. Hrvatska tehnička enciklopedija, portal hrvatske tehničke baštine. LZMK

- Autoprometno poduzeće d. d. Hrvatska tehnička enciklopedija, portal hrvatske tehničke baštine. LZMK

1. ↑  Arriva Hrvatska. www.arriva.com.hr. Pristupljeno 11. ožujka 2025.